# 尾形歩
尾形 歩（おがた あゆみ、1980年11月28日 - ）は、日本の俳優。東京都東久留米市出身。所属事務所はアポロ5。

## 略歴
東京工業専門学校機械工学科卒業。卒業後、機械設計士として就職するも声優を目指すため退職し養成所へと通う。その頃出演した舞台公演をきっかけに俳優へ転向。アポロ5へと所属する。

## 出演

### 舞台
- 児童対象演劇 劇団民話芸術座『火の鳥』
- 『月よりの侍』第一部「天使のカウントダウン」（於：シアターアプル）
- 児童対象演劇 劇団青い鳥ティアティカルカンパニー『妖精パックとグッドフェロー』（真夏の夜の夢より）『ハックルベリーフィン』『アラビアンナイト』『アーサー王物語』
- 大橋節夫メモリアル公演 星空のコンチェルティーノ『お琴』（2008年7月、於：あうるすぽっと）
- 大日座 旗揚げ準備公演 古劇と現代音楽『近松と青果』弥平兵衛宗清、亀屋忠兵衛（近松門左衛門 原作）、人斬り以蔵（真山青果 作）、（2009年9月、於：有鄰館 酒蔵、ホテル グランドアーク半蔵門、エル・パーク仙台）

### CM
- テイジン喘息薬

### インターネット
- JS日本の学校 動画・写真でお仕事紹介『プロフェシオン』入国警備官役